# 沙巴州铁路
沙巴州铁路（英語：Sabah State Railway，缩写：SSR，缩写：KNS），前称北婆罗洲铁路（英語：North Borneo Railway），为马来西亚沙巴州政府营运的铁路系统，也是目前婆罗洲岛上唯一一个铁路运输系统。沙巴州铁路只有一条路线，铁路起自位于沙巴州首府亚庇的丹絨亞路，终点站位于内陆省的城镇丹南，营业里程全长134公里。

## 历史
沙巴州铁路的前身为北婆罗洲铁路，其历史可追溯至19世纪末的英国殖民地时代。自19世纪中叶起英国在婆罗洲的影响与日俱增，英国于1878年从苏禄苏丹手中取得沙巴的所有权，至1882年英国成立了北婆羅洲特許公司，自此北婆罗洲正式成为英国的殖民地，首府最初设于古達，不久之后又迁往山打根。1888年，北婆罗洲成为英国的保护领。当时英国殖民者在北婆罗洲大量种植烟草、可可、咖啡、橡胶等作物，英国殖民者希望进一步开发热带雨林的自然资源，但由于当地缺乏对外联系所需的交通运输系统，因此决定建造一条深入北婆罗洲内陆地区的铁路，并且还可以达到开辟沿线土地供商业化种植的目的。
在北婆羅洲特許经营公司董事总经理威廉·克拉克·柯威的领导下，北婆罗洲铁路于1896年动工兴建。首段鐵道是從木郊到保佛，接著是木郊到委士珍，长约32公里。鐵道興建工程是由英國工程師阿瑟·韋斯特所主導，也因此“委士珍”地名便是取其名字的諧音而來。保佛通往委士珍的鐵道于1900年完工。1903年，北婆罗洲铁路自保佛向北延伸至哲斯顿（今称为亚庇），长达90公里。1903年至1905年间，铁路向南延伸至丹南，铁路里程增加了48公里。1906年，铁路又进一步向南延伸至文那纳，铁路里程亦增加了16公里。至此，北婆罗洲铁路的营业里程已经达到193公里，铁路主线连接了哲斯顿和文那纳，另外还有一条连接委士珍港口的支线。
北婆罗洲铁路局于1914年8月1日正式成立，负责经营这条铁路的客货运输业务。列车服务也带动沿线城镇的发展，包括委士珍、保佛、丹南、吧巴，甚至是首府亞庇。将这些内陆城镇和亚庇串联起来后，亚庇成了一個重要的貨品出口港，并帶動了北婆的木材和种植业發展。
1930年代初的经济大萧条影响波及全世界，由于国外对烟草和橡胶等资源的需求大幅下降，继而使北婆罗洲铁路的运输量大不如前。至1930年代末当世界刚刚走出大萧条的阴影后，随即爆发了第二次世界大战。1942年1月，日本陆军第37军占领了北婆罗洲。北婆罗洲铁路在日占时期遭受严重破坏，许多机车车辆和桥梁隧道在盟军轰炸中被摧毁，尤其在战争后期整个铁路系统已经几乎瘫痪。战争在1945年结束后，北婆罗洲铁路首先被澳大利亚第9师接管，直到英国正式恢复对北婆罗洲的殖民统治。1946年，北婆罗洲成为大英帝国的皇家殖民地之一，并改称为英属北婆罗洲。
1949年至1960年间，北婆罗洲铁路开展大规模的修复工程，并从英国、马来亚、印度输入了一批蒸汽机车。
1963年8月31日，英国驻北婆罗洲总督委任了砂拉越人Donald Stephens为侯任首席部长（Chief Minister Designate）以组织地方议会政府，形式上被英國予以自治地位。1963年9月15日，英女王结束对沙巴的统治。隔日，北婆羅洲改名為沙巴，與馬來亞联合邦、砂拉越和新加坡，共同組成獨立的馬來西亞。同年，北婆罗洲铁路亦改称为沙巴州铁路。此后，由于这条铁路运量小加上营运成本较高，而且沙巴州也兴建了不少道路，使得沙巴州铁路逐渐步入衰退期。1963年，连接港口的委士珍支线停运；1970年，丹南至文那纳段亦宣告停运；1974年，亚庇至丹絨亞路段亦停止营运，至此沙巴州铁路的营运里程已缩短至134公里。与此同时，沙巴州铁路在1971年全面实现牵引动力内燃化，柴油机车和汽油机车替代了所有蒸汽机车。
2000年1月22日，丝绸港湾度假村集团宣布与沙巴州铁路部门合作，推出由蒸汽机车牵引的怀旧观光列车服务，以庆祝亞庇於2000年2月2日升格為市。观光列车每周逢星期一、三、六开行，列车在早上自丹絨亞路站出发，行經必打丹站、京那律站、高坑站，到达吧巴站后原路返回丹絨亞路站，整趟旅程需时約四個小時。2005年，由于长年失修的沙巴州铁路已不能满足安全运营要求，因此马来西亚政府计划对既有铁路进行全面更新改造，并由马来西亚交通部对铁路改造工程展开招标。该项铁路改造工程分为二个标段进行，从丹絨亞路至金马利的第一标段（全长51.7公里）由曙光资本控股公司（SURIA Capital Bhd）承建，从金马利至丹南的第二标段（全长84.0公里）则由海柯玛亚洲公司（Hikmat Asia Sdn Bhd）承建。2007年起，沙巴州铁路暂停营运并开始进行为期四年的改造工程。2011年2月21日，丹絨亞路至丹南的沙巴州铁路全线恢复通车，从中国引进的新型柴油机车和空调列车亦同时投入服务，最高运行速度从以前的50公里/小时提高至80公里/小时，全程运行时间缩短至2小时15分钟。

## 参看
- 北婆罗洲
- 马来亚铁路
- 马来西亚铁路运输